# Albrecht der Jagiellone
Albrecht der Jagiellone (polnisch Olbracht Jagiellończyk; * und † 20. September 1527 in Niepołomice, Polen-Litauen) war Prinz von Polen und Litauen, Sohn von Sigismund dem Alten und Bona Sforza. Seinen Vornamen erhielt er nach seinem Onkel König Johann I. Albrecht sowie seinem Urgroßvater Kaiser Albrecht II. Habsburg.

## Leben
Albrecht wurde nach einem Reitunfall seiner Mutter während einer Bärenjagd in der Niepolomitzer Heide vorzeitig geboren und verstarb noch am selben Tag. Er wurde zunächst in der Schlosskirche des Schloss Niepołomice beigesetzt. Nach dem Tod seines Vaters wurde er an dessen Seite in die Krypta unter der Sigismundkapelle der Wawel-Kathedrale in Krakau umgebettet.